# Баронч, Садок
Садок Винцентий Ферериуш Баронч (29 апреля 1814, Станиславов, Австрийская империя (ныне Ивано-Франковск, Украина) — 2 апреля 1892, Подкамень, Австро-Венгрия (ныне Золочевский район Львовской области, Украина)) — австро-венгерский галицийский польский религиозный деятель, монах-доминиканец, фольклорист, архивист и историк армянского происхождения.

## Биография
Происходил из бедной городской армянской семьи. Школьное образование получил в родном городе, в 1831—1833 годах окончил в Лембергском университете философский факультет, в 1833—1835 году богословский. В 1835 году, сменив армянскую веру на католическую, поступил в монастырь доминиканцев, где получил второе имя Садок. В 1838 году принял монашеский обет и был рукоположён в священники, в 1839 году был назначен библиотекарем прихода. С 1842 по 1845 год был катехитом в школе в Жолкве, в 1846 году переведён в Тысменицу, где получил место настоятеля прихода. В 1848 году, во время революционных событий, был председателем местного совета и мировым судьёй. В 1851 году вернулся в Лемберг, где стал профессором в Studium Domesticum, с 1853 по 1857 год был советником капитула провинции и в 1855 году непродолжительное время исполнял обязанности настоятеля монастыря. В 1858 году стал членом-корреспондентом Краковского научного общества, в 1863 году получил степень магистра богословия. Последние годы жизни провёл в уединении в монастырской келье, посвятив себя почти исключительно научной работе.
Он много писал по истории армян, в том числе «Żywoty sławnych armjan w Polsce» (1856), «Rys dziejów armiańskich» (1863); ему принадлежат также несколько исторических монографий, важных по собранному в них историческому материалу; таковы его монографии о городах: Станиславе, Броды, Язловце и история ордена проповедников в Польше.